# Fernando Nava (cyclisme)
Pour les articles homonymes, voir Nava.
Nava  Romo est un nom espagnol. Le premier nom de famille, en général paternel, est Nava ; le second, en général maternel, souvent omis, est Romo.
Fernando Gabriel Nava Romo, né le 16 novembre 2003, est un coureur cycliste mexicain.

## Biographie
Fernando Nava opte pour le cyclisme à l'âge de quinze ans, après avoir essayé divers sports. Principalement actif sur piste, il représente régulièrement son pays lors de grands événements internationaux. Il suit aussi des cours de chirurgie dentaire dans une université de Guadalajara, lorsqu'il ne participe pas à des compétitions cyclistes,. Son palmarès comprend divers titres de champion national. 
Lors de la saison 2022, il se classe troisième de la course à l'américaine et de la poursuite par équipes aux championnats panaméricains. En 2023, il remporte la médaille d'or dans la course à l'américaine aux Jeux panaméricains (avec Ricardo Peña) et aux Jeux d'Amérique centrale et des Caraïbes (avec Ignacio Prado). Il obtient également de nouvelles médailles aux championnats panaméricains. Sur route, il s'impose à plusieurs reprises dans des courses mexicaines.  
Au printemps 2024, il devient champion panaméricain du scratch et vice-champion continental de l'américaine, en compagnie d'Edibaldo Maldonado. 

## Palmarès sur piste

### Jeux panaméricains
- Santiago 2023
  -  Médaillé d'or de l'américaine (avec Ricardo Peña)

### Jeux d'Amérique centrale et des Caraïbes
- San Salvador 2023
  -  Médaillé d'or de l'américaine (avec Ignacio Prado)
  -  Médaillé d'argent de la poursuite par équipes

### Championnats panaméricains
- Lima 2022
  -  Médaillé de bronze de la poursuite par équipes
  -  Médaillé de bronze de l'américaine
- San Juan 2023
  -  Médaillé d'argent du scratch
  -  Médaillé de bronze de l'américaine
- Carson 2024
  -  Médaillé d'or du scratch
  -  Médaillé d'argent de l'américaine

### Championnats nationaux
- 2023
  -  Champion du Mexique de poursuite par équipes (avec Ulises Castillo, René Corella et Edibaldo Maldonado)
  - 2e du championnat du Mexique du scratch

## Palmarès sur route
- 2021
  -  Champion du Mexique du contre-la-montre juniors
- 2022
  - Vuelta Rogelio Bikes
- 2023
  - 1re étape de la Copa Ángel Zapopan Romero
  - 2e étape de la Vuelta Delicias
  - Clásica de la Fundación de Apodaca